# Shona (chanteuse)
Pour les articles homonymes, voir Shona.
Shona est une chanteuse française, qui, en plus d'être interprète, est auteure, compositrice, bassiste et pianiste. Elle est essentiellement connue pour son tube Élodie mon rêve, en 1988.
Elle sort un premier single en 1985 : Panthère noire, qui passe inaperçu. C'est en 1988 qu'elle connait le succès avec le titre Élodie mon rêve, dédié à sa nièce. Ce titre, qui est sorti en France et au Canada, a été 10e au Top 50. Il est le premier extrait de l'album Complètement mec. D'autres singles suivent : Au jour le jour, Un instant de vie et Les sentiments.
En 1997, Shona tente un retour avorté et fait la première partie de Pascal Obispo dans sa ville natale de Lyon.
Depuis les années 2000, elle donne des cours de chant et de piano.

## Discographie

### Singles
- 1985 : Panthère noire (E. Guillot - Yves Rothacher) / Panthère noire, instrumental (Yves Rothacher), 45-tours EP Pathé Marconi 2006587
- 1987 : Elodie mon rêve (Yves Rothacher - B. Di Placido - Shona) / Fermer les yeux (Shona), 45-tours Columbia Records 1735277
- 1987 : Au jour le jour / Solitaire, je crois (Yves Rothacher - B. Di Placido / Shona), 45-tours Columbia Records
- 1989 : Un instant de vie (Shona) / Tout donner (Shona - Yves Rothacher / Shona), 45-tours Columbia Records 1736747
- 1989 : Les sentiments (Shona) / Je t'écris (Shona), 45-tours Columbia Records
- 1997 : Tout ce qu'on a (Shona) / Je te parle (Shona - B. Lapicorey / Shona), CD single Trema

### Album
- 1989 : "Complètement mec" (10 titres), 33-tours Columbia Records 7 93493 1

Publié au format CD par Columbia, référence 793493-2,  (EAN 0077779349326), contient les dix titres de la version LP + trois titres inédits.
Détail des titres :